# Jorma Mattinen
Jorma Kalervo Mattinen, född 13 januari 1955 i Östermark, är en finländsk professor kemi som var rektor för Åbo Akademi 2005–2014 som den första finsktalande rektorn.
Mattinen försvarade sin avhandling 1987. Han blev professor i organisk kemi  vid Åbo Akademi 1991.